# Антополь (Ровненская область)
Анто́поль (укр. Антопіль) — село в Белокриницкой сельской общине Ровненского района Ровненской области Украины.
Население по переписи 2001 года составляло 514 человек. Почтовый индекс — 35342. Телефонный код — 363. Код КОАТУУ — 5624680703.